# Forêtita
La forêtita és un mineral de la classe dels fosfats. Rep el nom en honor del doctor Jean-Paul Forêt (n. 1943), enginyer retirat del Ministeri d’Equipaments francès, que treballava com a geòleg responsable dels principals riscos i del medi ambient. Va ser cofundador del projecte que va convertir la mina del Cap Garonne en un lloc i museu protegits a nivell nacional el 1994 (Musée de la Mine de Cap Garonne) i ha actuat com a assessor científic del museu des de llavors.

## Característiques
La forêtita és un arsenat de fórmula química Cu₂Al₂(AsO₄)(OH,O,H₂O)₆. Va ser originalment descrita com a Sense nom (arsenat de Cu-Al) per Chiappero l'any 1993, i no va ser fins al 2012 que va ser aprovada com a espècie vàlida per l'Associació Mineralògica Internacional, amb material nou (Mills et al., 2012). Cristal·litza en el sistema triclínic. La seva duresa a l'escala de Mohs es troba entre 3 i 4.

## Formació i jaciments
Va ser descoberta a França, concretament a la mina Cap Garonne, situada a Le Pradet, dins el departament de Var (Provença-Alps-Costa Blava), on es troba en forma microcristal·lina de color blau pàl·lid formant petits glòbuls i crostes fines. També a França ha estat descrita a la mina Salsigne, a Carcassona (Aude, Occitània). Aquests dos indrets són els únics de tot el planeta on ha estat descrita aquesta espècie mineral.